# Lee Yi-cheng
Lee Yi-cheng (chinesisch 李義誠, Pinyin Lĭ Yìchéng; * 7. August 2002) ist ein taiwanischer Eishockeytorwart.

## Karriere
Im Juniorenbereich spielte Lee für Taiwan bei den U20-Weltmeisterschaften 2019, 2020 und 2022, als der Aufstieg in die Division II gelang, jeweils in der Division III.
Mit der taiwanischen Herren-Auswahl nahm Lee erstmals an der Weltmeisterschaft der Division III 2022, als er nach Ahmed Al Dhaheri aus den Vereinigten Arabischen Emiraten und dem Luxemburger Philippe Lepage die drittbeste Fangquote aufwies, teil. Bei der Weltmeisterschaft 2025 spielte er in der Division II. Zudem vertrat er seine Farben bei der Olympiaqualifikation für die Winterspiele in Mailand 2026 und den Winter-Asienspielen 2025 im chinesischen Harbin.

## Erfolge und Auszeichnungen
- 2022 Aufstieg in die Division II, Gruppe B, bei der U20-Weltmeisterschaft der Division III